# Доливо, Георг
Георг Доливо (швед. Georg Dolivo; настоящее имя: Георгий Северинович Доливо-Добровольский; 9 февраля 1945, Хельсинки — 2 февраля 2023, Хельсинки) — финский певец и театральный деятель.

## Биография
Родился 9 февраля 1945 года в Хельсинки в семье русских эмигрантов первой волны. Представитель старинной дворянской семьи Доливо-Добровольских. Внук полковника Русской императорской армии и генерал-майора Белой армии Северной Области Северина Добровольского (Доливо-Добровольского), представителя РОВС в Финляндии, который после окончания Второй мировой войны был выдан Советскому Союзу и расстрелян. В дальнейшем министр внутренних дел Финляндии Юрьё Лейно (фин.), зять Отто Куусинена, был отстранён от должности через голосование в парламенте Финляндии по обвинению в незаконной выдачи 20 политических противников Советского Союза, в основном русских по происхождению, советской стороне (см. узники Лейно). 
В 1965 году Георг Доливо начал выступать как певец в составе группы «Kivikasvot» (фин.), исполнявшей эстрадные и юмористические песни. Георг Доливо не только пел в группе, но и писал для неё песни. В 1969—1975 годах группа выпускала собственное телешоу на финском телевидении, которое выходило в прайм-тайм и собирало аудиторию до 2,5 миллионов человек (около половины населения Финляндии). 
Георг Доливо выступал в составе группы вплоть до 1987 года. 
Со второй половины 1980-х годов сделал успешную карьеру театрального деятеля и управленца в культурной сфере. В 1984—87 возглавлял Шведский театр Турку, в 1987—1996 годах — Шведский театра Хельсинки, в 2001—2012 годах — возглавлял департамент культуры в мэрии города Эспоо — второго по численности населения города Финляндии, в 2011—2013 и 2014—2016 годах — возглавлял Финский фонд кинематографии (фин.).
В 2018—2023 годах уже очень пожилой Георг Доливо вновь выступал в составе группы «Kivikasvot», возрождённой с ностальгическими целями и популярной у старшего поколения. 
Скончался в Хельсинки 2 февраля 2023 года. 